# Ton Sondaar
Antonia Agathe (Ton) Sondaar-Dobbelmann (Rijswijk, 12 december 1907 – Loenen aan de Vecht, 1 juli 2000) was een Nederlandse beeldhouwster, die ook litho's, etsen en collages maakte.

## Leven en werk
Ton Dobbelmann was een dochter van Louis Joseph Dobbelmann (1872-1920), landbouwer, en Willemina Herberta Johanna Petronella Vasseur (1876-1945). Na de hbs volgde ze de beeldhouwklas van Jan Bronner aan de Rijksakademie in Amsterdam.
Ze trouwde in 1930 met haar klasgenoot Bertus Sondaar (1904-1984) en vertrok met hem naar Frankrijk. Zij woonden in eerste instantie in een buitenhuis van Bronner en vestigden zich in 1932 in Gif-sur-Yvette. Via oud-klasgenoot Kees Schrikker, die ook in Gif woonde, kwamen ze in contact met Han Wezelaar (hij trouwde in 1947 met Tons zusje Liesbeth). In 1936 vestigde het paar zich in Loenen aan de Vecht in het huis 'Oud Over'. Het huis in Frankrijk werd aangehouden en in de zomer geregeld bezocht.
Terug in Nederland maakte Ton Sondaar diverse figuratieve beelden, waarin kinderen en dieren de hoofdrol spelen. Ze exposeerde onder meer bij Museum Fodor, het Stedelijk Museum Amsterdam en Singer Museum in Laren. In 1981 had ze een duotentoonstelling met haar man bij het Rosa Spier Huis, waar ze behalve beelden ook litho's en collages toonde.
Ton Sondaar overleed in 2000, op 92-jarige leeftijd.

## Werken (selectie)
- 1955 Jeanne van Schaik-Willing, Literatuurmuseum, Den Haag.[4]
- 1957 De twee zusjes, Borneoplein, Amersfoort
- 1958 Stenen Paard, Richard Bard Elementary School, Port Hueneme CA, USA
- 1959 Jongetje met bokje, Dudokpark, Hilversum
- 1962 Schaapjes, Botteskerksingel, Amsterdam
- 1963 Opvliegende eend, Artis Bibliotheek, Amsterdam
- 1968 Prins Willem-Alexander, Collectie Koninklijk Huis
- 1970 Jongetje met hoedje, Museum Henriette Polak, Zutphen
- 1971 Twee kinderen onder een vlag, Nobelweg, Wageningen
- 1980 Baggeraar, Voorstraat, Nederhorst den Berg
- 1981 Rosa Spier, Rosa Spier Huis, Laren
- 1983 Belle van Zuylen, Slot Zuylen, Oud-Zuilen
- 1984 Walter Johan Roepke, Nederlands Pluimveemuseum, Barneveld.[5]
- 1987 Pauw, Friesepoort, Haarlem
- 1990 Betje Wolff, Literatuurmuseum, Den Haag[4]
- 1991 Eugène Dubois, Universiteit Jogjakarta, Indonesië